# Decimus Junius Brutus Albinus
Decimus Junius Brutus Albinus (± 84 v.Chr.-43 v.Chr.) was een Romeins militair en politicus, en een van de moordenaars van Julius Caesar. Decimus Brutus behoorde tot het vooraanstaande geslacht der Juniërs (Gens Junia) en was familie van Marcus Junius Brutus. Als jongeling was hij bevriend met Clodius en Marcus Antonius.

## Gallische Oorlog
Tijdens de Gallische Oorlog was Decimus Brutus een van Caesars generaals (legati). In 57 v.Chr. werden de Veneti in Armorica (het huidige Bretagne) onderworpen, maar het jaar daarop kwamen ze in opstand. Het kustvolk der Veneti beschikte over een geduchte oorlogsvloot, en Caesar kwam tot de conclusie dat hij hun verzet alleen zou kunnen breken als hijzelf ook over een sterke vloot zou beschikken. Aan de monding van de Garonne liet hij deze bouwen. Caesar gaf Decimus Brutus het bevel over de vloot en trok zelf over land op naar het land der Veneti. Onder het toeziend oog van Caesar zelf vernietigden de Romeinse schepen van Decimus Brutus de vloot der Veneti. In 52 v.Chr. zou hij tegen Vercingetorix vechten. In 50 v.Chr. zou hij quaestor zijn geweest.

## Burgeroorlog tussen Pompeius en Caesar
Ook in de Burgeroorlog tussen Pompeius en Caesar had Decimus Brutus het bevel over Caesars vloot. Hij moest er in 49 v.Chr. voor zorgen dat Lucius Domitius Ahenobarbus, medestander van Pompeius en proconsul van Gallië, in Massilia geen hulp vanuit zee kreeg tijdens het Beleg van Massilia. In juni kwam het tot een confrontatie tussen de schepen van Decimus Brutus en de Massiliaanse vloot. Beide zijden leden verliezen en de strijd eindigde onbeslist. In september versloeg Decimus Brutus de vloot van Lucius Nasidius, die Massilia te hulp kwam. Na de val van Massilia vluchtten drie schepen uit de haven. Decimus Brutus kon twee schepen achterhalen, maar het derde, met Domitius aan boord, kon ontkomen. In 48 v.Chr. zou hij een van de muntmeesters van Rome zijn geweest.

## De moord op Caesar
Toen Caesar na zijn definitieve overwinning op de Pompeianen in de slag bij Munda door de senaat tot dictator voor het leven werd benoemd, werd Decimus Brutus door Marcus Brutus overgehaald zich aan te sluiten bij de samenzwering tegen Caesar. In deze periode bleef hij het vertrouwen van Caesar genieten, die hem tot praetor en gouverneur van Gallia Cisalpina benoemde. Op 15 maart 44 v.Chr. werd Caesar in het Theater van Pompeius vermoord door de samenzweerders, waaronder Cassius Longinus, Marcus Brutus en Decimus Brutus. In Caesars testament bleek Decimus Brutus door Caesar te zijn geadopteerd in de tweede graad, ná Octavianus.

## Tegen Marcus Antonius en Octavianus
Marcus Antonius bood Decimus Brutus de provincie Macedonia aan in ruil voor Gallia Cisalpina. Decimus Brutus weigerde en Marcus Antonius trok daarop in oktober 44 v.Chr. met een leger naar Gallia Cisalpina. Decimus Brutus trok zich terug in de stad Mutina, die door Marcus Antonius werd belegerd. Octavianus verkreeg met de steun van Cicero van de senaat het militaire opperbevel (imperium) en trok met Aulus Hirtius en Vibius Pansa, de consuls van het komende jaar, tegen Marcus Antonius ten strijde. In de veldslagen bij Forum Gallorum en Mutina (april 43 v.Chr.) werd Marcus Antonius verslagen. Aulus Hirtius kwam hierbij om en Vibius Pansa stierf enige tijd later, waardoor Octavianus de macht over hun legioenen verkreeg. Decimus Brutus stuurde Octavianus zijn dankbetuiging en probeerde een ontmoeting met hem op te zetten, maar deze weigerde hem onder ogen te komen of met hem te praten. De senaat stelde Decimus Brutus aan om Marcus Antonius te vervolgen, tot onvrede van Octavianus.

## De dood van Decimus Brutus
In november 43 v.Chr. sloten Octavianus, Marcus Antonius en Marcus Aemilius Lepidus een bondgenootschap; het tweede triumviraat. Decimus Brutus had intussen een groot deel van zijn strijdkrachten verloren; een gedeelte van zijn veteranen was geveld door ziekte en veel van zijn soldaten liepen over naar Octavianus en Marcus Antonius. Decimus Brutus vluchtte naar Gallië, waar hij door een Gallische stam gevangengenomen werd. De Gallische hoofdman Camilus liet Decimus Brutus in opdracht van Marcus Antonius terechtstellen.